# Paradinha
Paradinha – popularne, głównie w Ameryce Południowej, markowanie strzału podczas wykonywania rzutu karnego w piłce nożnej.
Przed 2010 r. stosunkowo powszechną praktyką w trakcie rzutu karnego było zatrzymanie się przez jego wykonawcę przed piłką w celu zamarkowania strzału i zmylenia bramkarza. Manewr ten był nazywany „paradinha”, a pochodził z etymologicznego zestawienia słów z języków hiszpańskiego i portugalskiego (hiszp. parada i port. zdrobnienia iña). Przed mistrzostwami świata 2010 FIFA wprowadziła przepis, zakazujący graczom zatrzymywania się podczas wykonywania rzutu karnego (zawodnik strzelający musi cały czas pozostawać w ruchu).